# Iulian Rick
Iulian Rick (n. 8 aprilie 1889, Iași, d. 8 mai 1944, Alexandria) a fost un geograf, profesor, climatolog și călător român.

## Biografie
S-a născut într-o familie de intelectuali. Tatăl, Herman Rick de profesie arhitect, și mama sa, Iuliana, casnică, l-au îndrumat de mic spre a învăța și a-și desăvârși continuu pregătirea.

## Studii
Studiile cuprind: cursul primar ce s-a derulat în perioada 1896-1900, liceul, învățând într-o școală de elită a vremii „Liceul Național” din Iași pe care îl absolvă în iulie 1908; devine apoi student al Universității din Iași, Facultatea de Litere, specialitatea Geografie, obținând licența în anul 1911. În paralel cu studiile universitare, urmează la Seminarul Pedagogic Universitar, activitate pe care o încheie cu brio susținând ca temă finală lucrarea „Însemnătatea pedagogică a desenului în cartografie”, temă apropiată de preocupările studiilor sale.
În 1912, susține examenul de capacitate în urma căruia este consacrat profesor de geografie ca specialitate principală și de istorie ca specialitate secundară.

## Cariera
Debutează în activitate didactică în toamna anului 1911 ca profesor suplinitor la gimnaziul „D.A.Sturdza” din Tecuci.
În 1912 va funcționa vremelnic în orașul Iași suplinindu-l pe Ștefan Popescu la Școala Comercială Inferioară și în 1917 la Liceul Național. După susținerea examenului de capacitate (în 1912) devine titularul catedrei de Geografie – Istorie a Gimnaziului “Alexandru Ghica” din Alexandria, Teleorman.
Din septembrie 1918 se transferă și se stabilește la Iași, unde va activa ca profesor la Școala Normală „Vasile Lupu” din Iași până în 1929, apoi la Liceul Național funcționând până în anul 1939. A fost profesor apoi la Liceul de Aplicație de pe lângă Școala Normală Superioară. În anul 1942 revine la catedra de la Liceul Național unde rămâne până la sfârșitul vieții (1944).
Cei peste 30 de ani de la activitatea la catedră au însemnat ani de dăruire, fiind legat cu toată ființa sa, de școală, de elevii săi, munca sa fiind foarte apreciată și recompensată cu distincții alre vremii: „Răsplata muncii” și „Gradația de merit”.
A avut și o notabilă activitate științifică pe care a început-o la terminarea facultății. Opera sa științifică reprezintă o valoroasă contribuție la dezvoltarea geografiei românești. A fost un deschizător de drumuri în problemele de climatologie și are contribuție demnă de remarcat în domeniul cercetării regionale cu caracter monografic.
Domeniul în care s-a consacrat este în primul rând, climatologia față de care avea o adevărată predilecție, după cum arăta în anul 1946, prof.dr.I.Gugiuman, cel care l-a cunoscut, apreciat și a dus mai departe, la cote înalte, aceste preocupări.

## Opere
(1922), Asupra izvoarelor râului Lala (Bistrița românească), Rev.Șt.„V. Adamachi”, IX, 1;
(1923), Asupra izvoarelor variațiunilor nivelului apelor Moldova și Bistrița, BSRRG, XLII, p. 153-187;
(1924), Climatologia câmpiei dintre Olt și Argeș, Acad. Rom., MSS, Seria III, II, Mem. 5;
(1925), Pescuitul în Japonia după război, Rev.Șt.„V. Adamachi”;
(1928), Cercetări de geografie economică în Depresiunea Jijiei, An. Șc. Normale „V. Lupu”, 3, Iași, 1927-1928, 36 p.;
(1929), Noi observațiuni (inundații) în Depresiunea Jijiei, An. Lic. Naț.,Iași;
(1929), Note asupra schimbăriilor teritoriale ale județului Iași, An. Șc. Normale, Iași;
(1931-1932), Cercetări geografice și antropogeografice în Depresiunea Jijiei, BSRRG, L, 1931 (partea I, 76 p.) LI, 1932 (partea a II-a, 34 p.);
(1934), Viața industrială în Depresiunea Jijiei, An. Lic. Naț. Iași;
(1936), Contribuții la studiul căilor de comunicare în Depresiunea Jijiei, An. Lic. Naț. Iași;
(1937), Fenomene obișnuite dar rar întâlnite, An. Lic. Naț. Iași;
(1937), Contribuții la climatologia Moldovei (temperatura), BSRRG, LVI, 23 p.;
(1938), Mișcarea aerului în Câmpia Română, Noui contribuțiuni, BSRRG, LVII, p. 288-295;
(1941), Iarna anului 1939 – 1940 în orașul Iași, Analele Moldovei, I, Iași;
(1943), Note asupra vântului de S.E. (Băltărețul) în România, Analele Moldovei, II, Iași;
(1973), Vântul de sud-est (Băltărețul) – contribuțiuni la climatologia României, 1943 (reeditare postumă), Terra, 2, p. 55-58;